# O Trenzinho do Caipira

"O Trenzinho do Caipira" é o subtítulo de um movimento da suíte musical Bachianas brasileiras n.º 2 em forma de tocata do compositor brasileiro Heitor Villa-Lobos.

## Visão geral
A tocata possui, aproximadamente, entre 4 e 5 minutos de duração, com seu subtítulo se referindo aos trens locais na época bastante presentes no interior do Brasil. A sonoridade dessas locomotivas é representada na composição não por esta possuir um programa, mas sim pela textura dos instrumentos na composição.
Além disso, os últimos acordes são de particular interesse pela sua construção de um efeito atmosférico que seria utilizado futuramente nas composições para cordas de compositores contemporâneos como Giacinto Scelsi, Krzysztof Penderecki e György Ligeti.